# Walter Specht
Walter Specht (* 5. März 1907 in Erfurt; † 6. April 1977) war ein deutscher Chemiker und Kriminologe.

## Leben
Von Mai 1931 bis Mai 1934 als Assistent beim Gerichtschemiker Schatz in Halle an der Saale tätig. In dieser Zeit war Specht für die Gerichte des Oberlandesgerichtsbezirks Naumburg als Sachverständiger für Gerichtschemie und Schriftvergleichung vereidigt und zugelassen. Juli 1934 bis April 1935 arbeitete er im Botanischen Institut der Universität Halle unter Leitung von R. Mothes im Rahmen der Notgemeinschaft der Deutschen Wissenschaften. Im Frühsommer 1935 als wissenschaftlicher Hilfsarbeiter im Institut für gerichtliche und soziale Medizin der Universität Halle unter Kurt Walcher tätig und wechselte im Juli gleichen Jahres nach Jena zur Universitätsanstalt für Gerichtliche Medizin.
1936 wurde Specht mit dem Thema Die Naturwissenschaftliche Kriminalistik im Dienste der Brandermittlung habilitiert.
Specht arbeitete an der Universitätsanstalt für Gerichtliche Medizin und Naturwissenschaftliche Kriminalistik in Jena, deren Direktor Gerhard Buhtz war. In Jena entwickelte Specht 1937 einen Nachweis von Blut mit Hilfe von Luminol.
Als Buhtz 1938 nach Breslau musste, folgte ihm Specht dorthin.  Ebenso, als Buhtz Ende August 1941 zum beratenden Gerichtsmediziner der VI. Armee, Heeresgruppe Mitte berufen wurde. So war Specht auch an den Ausgrabungen des Massakers von Katyn beteiligt. 1944 wurde Specht in Breslau außerplanmäßiger Professor für wissenschaftliche Kriminologie am Gerichtsmedizinischen Institut.
Specht war NSDAP-Mitglied (Mitgliedsnummer 5.956.835) und SS-Hauptscharführer.
Nach dem Zweiten Weltkrieg wurde er vom Freistaat Bayern als Leiter der kriminaltechnischen Abteilung des Bayerischen Landeskriminalamts beschäftigt.
Bundesweit bekannt wurde Specht als Sachverständiger in den beiden Prozessen 1958 und 1961 gegen Maria Rohrbach. Nach dem ersten Rohrbach-Prozess wurde er „Leiter eines Zentrallaboratoriums einer Bundesbehörde.“

## Der Rohrbach-Prozess
Im ersten Prozess gegen die wegen Mordes an ihrem Ehemann Hermann Rohrbach angeklagte Maria Rohrbach war Specht 1958 als Gutachter tätig. In dem Indizienprozess hatte sein Gutachten erheblichen Anteil an der Verurteilung der Angeklagten zu lebenslanger Zuchthausstrafe. Seinem Gutachten zufolge hatte Maria Rohrbach ihren Mann systematisch durch die Gabe eines thalliumhaltigen Rattengiftes (Zelio-Paste), das wegen der starken Einfärbung des Rattengiftes in gleichfarbigem Malvenblütentee gelöst gewesen sei, vergiftet. Anschließend habe sie den Körper in der ehelichen Wohnung zerteilt, den Kopf im häuslichen Ofen verbrannt und die restlichen Teile in umliegende Gewässer verteilt. Dazu legte Specht umfassende Daten von spektroskopischen Thallium-Messungen des Rußes im Ofenrohr und auch an der Leiche vor. Für das Gutachten erhielt er ein Honorar von 3.500 DM.
1961 kam es dann zu einem Wiederaufnahmeverfahren, da im Sommer 1959 der angeblich verbrannte Kopf des Mordopfers in einem ausgetrockneten Tümpel gefunden wurde. Rohrbachs Strafverteidiger Fritz Gross ließ daraufhin über 100 Rußproben aus verschiedenen Kaminen münsterscher Gebäude, darunter auch dem des Landgerichtes Münster, in dem der Prozess stattfand, und – delikaterweise – auch aus dem Kamin des Hauses von Gutachter Specht entnehmen. In allen Proben wurde Thallium gefunden, zum Teil ein Vielfaches der Konzentration, die in Rohrbachs Ofenrohr gefunden wurde. Gross strengte daraufhin ein Wiederaufnahmeverfahren an, das am 3. Mai 1961 in Münster begann. 22 Sachverständige bot Gross dabei auf, darunter den renommierten Dortmunder Physiker und Chemiker Heinrich Kaiser, die Spechts Gutachten „Satz für Satz zerrissen“.
In dem Wiederaufnahmeverfahren wurde eine Vielzahl systematischer Fehler von Seiten Spechts und seiner Mitarbeiter aufgedeckt. Kaiser kam vor Gericht zu der Feststellung: „Der Verfasser des Gutachtens hat keine Vorstellungen von den durch seine Gehilfen angewandten Untersuchungsmethoden und Analysen. […] Der Verfasser beherrscht nicht die elementarsten Ausdrücke der wissenschaftlichen Fachsprache. Er gebraucht völlig sinnlose, unbegreifliche, nicht existente Ausdrücke. Der Verfasser hat anscheinend überhaupt keinen exakten wissenschaftlichen Wortschatz.“

## Schriften
- mit G. Buhtz: Die Bedeutung der naturwissenschaftlichen Kriminalistik bei der Aufklärung von tödlichen Vergiftungs- und Abtreibungsfällen. In: Arch Krim. 108, 1941, S. 53–57 und S. 137–142.
- Auswertung und Identifizierung von Zangenspuren. In: International Journal of Legal Medicine. 27, 1937 doi:10.1007/BF01753424
- Schweflige Säure und Formaldehyd in Leichenteilen. 26, 1936 doi:10.1007/BF01749291
- Auswertung von Brandspuren und Nachweis von Kerzenresten auf photographischem Wege. 26, 1936 doi:10.1007/BF01749291